# Nouvelle fiction
La nouvelle fiction est un courant littéraire présenté dans l'essai fondateur du critique Jean-Luc Moreau, La Nouvelle Fiction, publié en 1992 aux éditions Critérion.
Les romanciers francophones que l'on rattache généralement à ce mouvement littéraire sont Frédérick Tristan (prix Goncourt 1983), Georges-Olivier Châteaureynaud (prix Renaudot 1982), Hubert Haddad, Marc Petit, Patrick Carré, Jean Levi, François Coupry, Francis Berthelot, Jean-Claude Bologne et Sylvain Jouty. Ces écrivains poussent au dernier degré la suspension consentie de l'incrédulité, à savoir qu'ils n'hésitent pas à exagérer le côté irréel des faits narrés pour servir un but romanesque. 

## Le choix radical de l'imagination
Dans son essai - anthologie de 1992, s'il insiste sur le fait que « de la Nouvelle Fiction il n'y a pas de théorie, du moins au sens de programme » et que « théoriser la Nouvelle Fiction aurait été la trahir »,  Jean-Luc Moreau s'efforce d'en cerner le caractère essentiel : « La référence, dit-il, n'est pas le texte écrit, mais la fiction elle-même, et il faut bien au contraire veiller à ce que la littérature ne se dresse pas entre le lecteur et le roman, la nouvelle ou le conte. C'est ce renversement qui caractérise au premier chef la Nouvelle Fiction ». Et il précise, plus loin : « Pour qu'il y ait fiction véritable il faut nécessairement [une] correspondance entre l'intériorité du personnage et l'espace extérieur [...] C'est en cela que réside le secret infracassable de l'œuvre, ce qui constitue son unité organique. Et cette correspondance y suffit-elle même vraiment ? Ne faudrait-il pas plutôt parler de débordement, d'extension, d'envahissement, le monde obéissant au monde intérieur du héros ? ».  Bien des années plus tard, dans un article de la revue Europe sur Frédérick Tristan et le « mouvement de la Nouvelle Fiction » (2014), Jean-Luc Moreau écrit encore : « Comme il s'agit là d'un travail de purification et de révélation de la fiction, mais opéré par elle-même, sur elle-même, la Nouvelle Fiction se définit avant tout comme une surfiction ». 
Selon Dominique Viart, la Nouvelle Fiction « entend revitaliser la fiction, s’abandonner sans scrupule au plaisir du récit, solliciter les mythes et légendes des quatre continents, visiter avec délectation les univers délaissés de l’imaginaire singulier ou collectif. Également rebutée par les formalismes en tout genre, par les ambitions réalistes et les confidences autobiographiques (comme le disent avec force les textes et les entretiens de Frédérick Tristan ou le pamphlet de Marc Petit), elle fait le choix radical de l’imagination ».
Pour Jean-Claude Bologne, chez ces écrivains dont « beaucoup d'entre eux sont, comme moi, des érudits facétieux qui s'amusent à brouiller les pistes », on trouve une « fascination pour l'Histoire et pour les mythes», mais aussi une « manière de les détourner ou de les dépouiller ». Et « cette perversion de l'Histoire - et, plus largement, de la réalité - rend sa primauté à la fiction pure, expression d'un imaginaire qui a ses propres lois ». 

## Tricher la fiction
Chez les auteurs de la Nouvelle Fiction, il s'agirait, en somme, « d'enterrer toujours plus le roman narratif dans un art consommé de tricher la fiction », pour reprendre l'expression de Frédérick Tristan, « en manipulant vraie et fausse érudition, en mêlant réel et fictif » et pratiquer ce que Francis Berthelot appelle les fictions transgressives, en rejetant « les limites du réalisme, voire l’idée même qu’une description de la réalité soit possible ».
« Je est un pseudonyme », dit encore Frédérick Tristan; la Nouvelle Fiction, ce sera alors la fiction dans le réel : « Le réel tel que nous le percevons est une fiction de notre cerveau. La réalité a autant de consistance qu’un nuage gazeux. Nos sens l’ont appréhendé par commodité puis, par les ruses successives de l’intelligence, l’ont codifié par des langages. L’écrit est l’un de ces langages afin – disons-le pour rire – de solidifier ce nuage jusqu’à ce qu’il pleuve. [...] Alors, à travers le récit, qui avance ? [...] Qui rêve qui ? Toute la problématique du récit et de la fiction est contenue dans cette vibrante question ».

## Publications collectives
- Dernières nouvelles de King Kong, Paris & Cadeilhan, Calmann-Lévy & Zulma, novembre 1994.
- Demain, les momies !, Monaco, le Rocher, septembre 1996.
- La Nouvelle Fiction, Le Blanc-Mesnil, Forum culturel, avril 1997.
- Chaumont, Chaumont, le Pythagore "Labo en photo", octobre 2002.

## Autour de la nouvelle fiction
- Jean-Luc Moreau, La Nouvelle Fiction, Paris, Critérion, 1992.
- Frédérick Tristan, « Tricher la fiction » ; Marc Petit, « Prolegomènes à une approche siopologique du dispositif fictionnel comme utopie » ; Jean-Luc Moreau, « Fiction et nouvelle fiction », in : Itinéraires et contacts de cultures, no 18-19, L'Harmattan, Paris, 1995, p. 27-78
- Marc Petit, Éloge de la fiction, Paris, Fayard, 1999.
- Frédérick Tristan, Fiction, ma liberté, Paris, Rocher, 1999.
- Les Raisons de l'imaginaire no 1 Nouvelle donne 21, Ermont : l'Entaille, avril 2000.
- Francis Berthelot, la Nouvelle Fiction, Magazine littéraire no 392, novembre 2000, p. 30-33.
- Francis Berthelot, le Débat fictionnel, Critique no 635, avril 2000 p. 312-322.
- John Taylor, Deviations from the Real : The beginnings of the New Fiction Group, in : Paths to Contemporary French Literature, Volume 1, Transaction Publishers, New Brunswick (U.S.A.) and London (U.K.), 2004, p. 218-228.
- Frédérick Tristan, Egaré de nulle part, Paris, Fayard, 2010, p. 188-199 et p. 246-260.
- Christine Bini, Le Marbre et la Brume, l'univers littéraire de Georges-Olivier Châteaureynaud, Éditions Alphée/Jean-Paul Bertrand, 2010
- Jean-Luc Moreau, FICTION SUR FICTION - Frédérick Tristan et le « mouvement de la Nouvelle Fiction », in : Europe, 92e année, No 1027-1028, novembre/décembre 2014, p. 270 et suiv.